# Anvar Chingizoglu

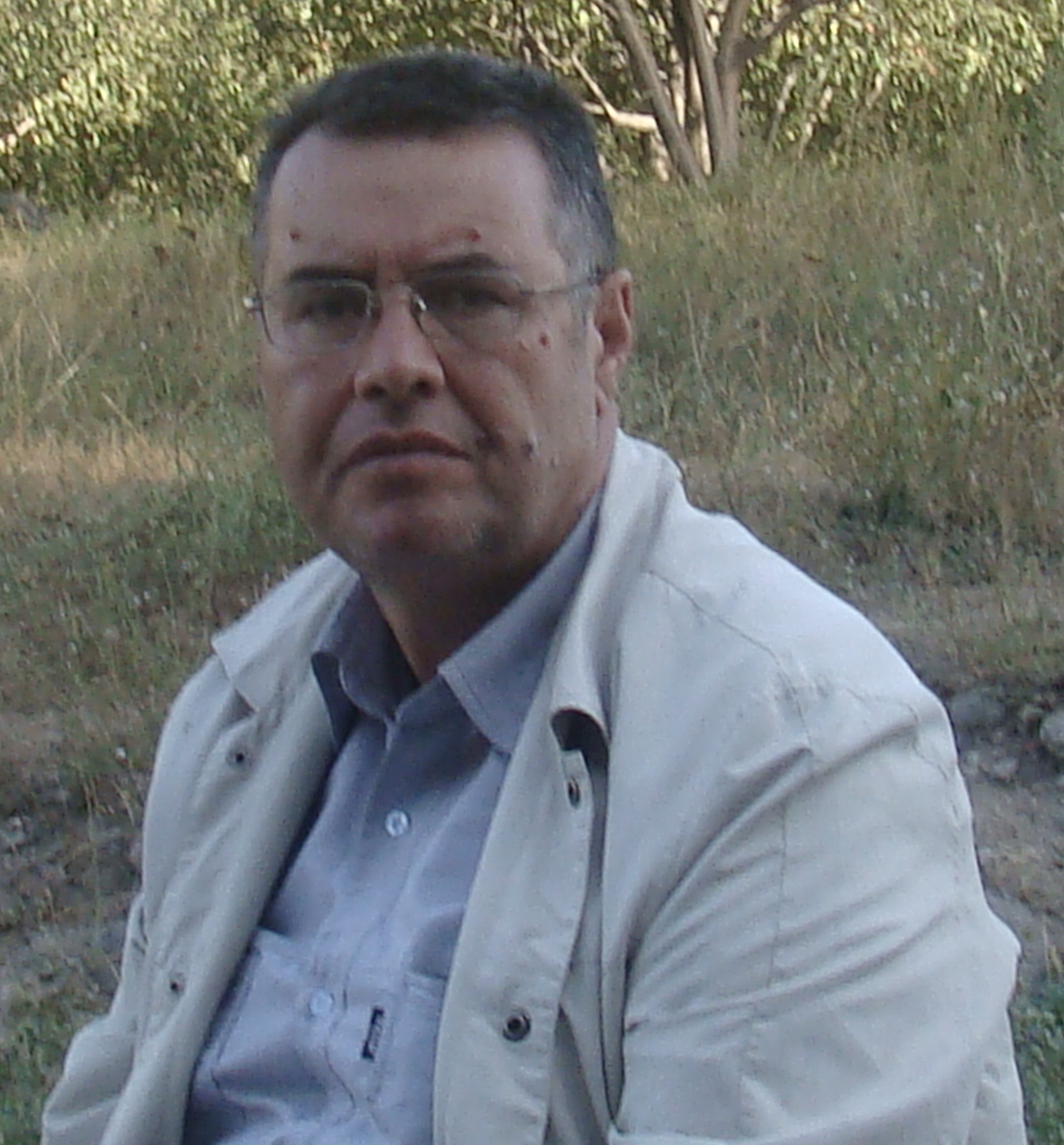
Anvar Chingizoglu

Anvar Chingizoglu (russisch Анвар Чингизоглу/ Änvär Çingizoğlu; * 10. Mai 1962, Bezirk Dschabrail, Aserbaidschanische Sozialistische Sowjetrepublik; † vor oder am 10. Juli 2022) war ein aserbaidschanischer Journalist, Publizist, Ethnologe und Historiker.

## Lebenslauf
Anvar Chingizoglu wurde am 10. Mai 1962 im Bezirk Dschabrail geboren. Von 1980 bis 1982 war er Soldat der Sowjetarmee. 1990 absolvierte er die Fakultät für Journalistik der Aserbaidschanischen Staatlichen Universität. Im Jahr 1991 setzte er seine journalistische Tätigkeit als Korrespondent in der „Araz“. Parallel dazu veröffentlichte er ab 1990, unter eigenem Namen oder Pseudonymen, Artikel zur Turkologe in diversen Zeitschriften.

## Publikationen
- Hacılılar ("Hajilu tribe"), Baku, 2004.
- Səfikürdlülər ("Safikyurdlu"), Baku, 2005.
- Qarabağ xanlığı ("Khanat Karabach"), Baku, 2008.
- Qacar kəndi və qacarlar (Qajar village and Qajars), Baku, 2008.[2][3]
- Avşarlar ("Afschar tribe"), Baku, 2008.[4]
- Zülqədər eli ("Zulkadir tribe"), Baku, 2011.[5]
- Qaradağ xanlığı ("Khanat Karadach"), Baku, 2011.[6]
- Şəmşəddil sultanlığı ("Shamshaddil Sultanate"),Baku, 2013.
- Baharlılar ("Baharlus"), Baku, 2013.
- Püsyan eli ("Pessian tribe"), Baku, 2013.
- Sərab xanlığı ("Khanat Sarāb"), Baku, 2013.
- Urmiya xanlığı ("Khanat Urmia"), Baku, 2013.[7]
- Marağa xanlığı ("Maragheh Khanate"), Baku, 2013.
- Hacı Sämäd xan Müqäddäm: (tarixi-bioqrafik tädqiqat), Baku, 2013.[8]
- Ərdəbil xanlığı ("Khanat Ardabil"), Baku, 2014.
- Cavanşir eli:Sarıcalılar ("Javanshir tribe: Sarujalins"), Baku, 2015.[9]
- Zəncan xanlığı ("Khanat Zanjan"), Baku, 2015.
- Avşar boyunun qurduğu dövlət: Mosul atabəyliyi, Baku, 2015.[10]
- Xalxal xanlığı ("Khanat de Khalkhal"), Baku, 2016.[11]
- İlu-Əfşar ("Afschar tribe"), Urmia, 2016.[12]